# Mitch Richmond
Pour les articles homonymes, voir Richmond.
Mitchell James Richmond, dit Mitch Richmond (né le 30 juin 1965 à Fort Lauderdale, Floride) est un joueur de basket-ball américain. Il a évolué en NBA entre 1988 et 2002, s’imposant comme un des arrières les plus prolifiques de la ligue du haut de son mètre 96. Il est avec Kareem Abdul-Jabbar, Oscar Robertson, Shaquille O'Neal et Michael Jordan, un des cinq joueurs de l’histoire à avoir maintenu une moyenne supérieure à 21 points par match durant ses 10 premières saisons professionnelles. Coéquipier de Tim Hardaway et Chris Mullin au début des années 1990 au sein d’un trio surnommé le Run TMC, il remporte le titre lors de sa dernière saison professionnelle avec les Lakers de Los Angeles. Il a défendu à plusieurs reprises les couleurs des États-Unis au cours de diverses compétitions internationales, remportant notamment l’or olympique en 1996.

## Carrière universitaire
Après avoir fréquenté le lycée Boyd Anderson de sa ville natale de Fort Lauderdale, Mitch Richmond intègre l’Université de Kansas State durant l’été 1986. Dès son arrivée, Richmond s’impose comme le joueur majeur de l’équipe. Après seulement deux années durant lesquelles il tourne à 20,7 points, 6 rebonds et 3,2 passes, il décide d’abréger son parcours universitaire pour se présenter à la draft de la NBA.

## Carrière en NBA
Mitch Richmond est retenu en 5e position de la draft 1988 par les Warriors de Golden State qui sortent d’une des plus mauvaises saisons de leur histoire. L’impact du jeune arrière est immédiat et son association avec Chris Mullin permet à l’équipe dirigée par Don Nelson de retrouver les playoffs. Ses 22 points, 5,9 rebonds et 4,2 passes lui valent logiquement d’être élu meilleur débutant de l’année. Si Mitch Richmond confirme les promesses entrevues lors de sa première année, l’équipe déçoit lors de la saison 1989-1990 et ne participe pas aux playoffs malgré l’arrivée de Tim Hardaway au poste de meneur. Il faudra attendre quelques mois de plus pour voir l’effectif tourner à plein régime.
En effet, la saison 1990-1991 est celle de l’avènement d’un des trios les plus prolifiques de l’histoire de la NBA : le Run TMC (pour Tim, Mitch et Chris), en référence au Run DMC, pionniers du hip-hop aux États-Unis. Les trois joueurs tournent chacun à plus de 22 points par match faisant des Warriors l’équipe la plus offensive de la ligue et pas la moins spectaculaire. Malgré ses 23,9 points et 5,9 rebonds par rencontre, Mitch Richmond n’est pas invité à rejoindre ses deux coéquipiers au NBA All-Star Game et ne peut même pas se consoler en playoffs, les Warriors étant éliminés dès le second tour par les Lakers, futurs finalistes. Désireux de renforcer leur secteur intérieur, les dirigeants de la franchise décident alors de se séparer de leur numéro 23. Ils l’échangent contre Billy Owens des Sacramento Kings et le 3e choix de la dernière draft, confiant la place laissée vacante à l’arrière à Sarunas Marciulionis.
Mitch Richmond débarque à Sacramento dans une des franchises les plus faibles de la ligue et orpheline de son leader Antoine Carr parti à San Antonio. Richmond réalise une bonne première saison avec 22,5 points de moyenne sans toutefois pouvoir remettre l’équipe à flots. En 1992-1993, il devient le premier King depuis 1981 à obtenir une sélection pour le All-Star Game. Une fracture du pouce droit l’empêche d’honorer cette première sélection et le fait rater 37 matches de saison régulière. Ce n’est que partie remise puisque dès la saison suivante, il est élu dans l’équipe des titulaires pour le match des étoiles. C’est, pour beaucoup d’observateurs, une juste récompense pour l’un des tout meilleurs arrières-shooters de l’époque, qui obtient également la première de ses trois sélections dans le All-NBA Second Team, la deuxième équipe type de la ligue.
La saison 1994-1995 marque enfin le redressement collectif des Kings qui, avec 39 victoires pour 43 défaites, ratent de peu la qualification pour les playoffs. Auteur d’une nouvelle saison à plus de 22 points de moyenne, Richmond participe pour la deuxième année consécutive au All-Star Game. Aligné aux côtés d’Hakeem Olajuwon, Karl Malone et David Robinson, le King marque 23 points en 22 minutes auxquels il ajoute 4 rebonds et 2 passes. Cette performance lui vaut le titre de meilleur joueur du match.
La saison 1995-1996 voit les Kings atteindre les playoffs pour la première fois depuis 10 ans. L’opposition face aux Supersonics de Seattle de Gary Payton et Shawn Kemp constitue la troisième apparition de Richmond en phase finale. Ses 21 points par match ne suffisent pas à enrayer la belle mécanique des Sonics qui remportent le duel en 4 manches.
Bien décidé à goûter à nouveau aux joies des playoffs, Mitch Richmond réalise en 1996-1997 la meilleure saison de sa carrière. Il établit notamment son record de points marqués avec 25,9 par match, moyenne qui le classe au 4e rang de la ligue. Il est également le meilleur passeur et intercepteur de l’équipe avec 4,2 passes et 1,86 ballon volé par rencontre. Les Kings ne remportent finalement que 34 matches, terminant bien loin des places qualificatives pour la phase finale. Après une nouvelle saison du même acabit, les dirigeants de la franchise californienne décident de monter une opération d’échange pour attirer Chris Webber dans leurs filets en envoyant Richmond à Washington.
Mitch Richmond termine en 1998-1999 un cycle de 10 saisons durant lesquelles il a marqué au moins 22 points de moyenne par match et a connu 6 sélections consécutives pour le All-Star Game. Collectivement, le départ de Chris Webber laisse les Wizards orphelin d’un joueur de haut niveau dans le secteur intérieur où seul le jeune Ben Wallace fait illusion. Dans le contexte difficile d’une saison raccourcie pour cause de grève des joueurs, Richmond cale pour la première fois devant la barre des 20 points par match. Ses 19,7 points de moyenne lui assurent néanmoins le leadership offensif de l’équipe. Durant les 2 saisons suivantes disputées sous le maillot des Wizards, des blessures récurrentes limitent son temps de jeu.
Au cours de l’été 2001 et alors qu’il vient de fêter ses 36 ans, Richmond profite de son statut d’agent libre pour s’engager avec les Lakers de Los Angeles, équipe double championne en titre. Intégrant pour la première fois de sa carrière un groupe luttant pour le titre, Richmond accepte de bénéficier d’un temps de jeu extrêmement réduit. Il dispute néanmoins 64 matches de saison régulière aux côtés de Shaquille O'Neal et Kobe Bryant pour une moyenne de 4,1 points, ainsi que 2 rencontres de playoffs. Après les honneurs individuels, l’ancien de Kansas State remporte enfin une bague de champion avant de mettre un terme à sa carrière.

## Carrière Internationale
Mitch Richmond a défendu les couleurs américaines lors de 2 olympiades. En 1988 à Séoul, il mène l’équipe qui s’incline face à l’URSS en demi-finale pour finalement obtenir le bronze. Cette défaite des universitaires américains conduira à l’arrivée des professionnels dès 1992 et la fameuse Dream Team. 
En 1996 pour les Jeux disputés à Atlanta, Richmond est à nouveau sélectionné aux côtés de Charles Barkley, David Robinson, Scottie Pippen, John Stockton, Karl Malone ou encore Hakeem Olajuwon dans la première équipe totalement professionnelle présentée par les États-Unis aux Jeux olympiques. Opposé en finale aux Yougoslaves emmenés par Vlade Divac, le Team USA l’emporte 95-69 et ramène l’or au pays.

## Palmarès

### Sélection nationale
- Médaille d’or aux Jeux olympiques d'été de 1996.
- Médaille de bronze aux Jeux olympiques d'été de 1988.

### En franchise
- Champion NBA en 2002 avec les Lakers de Los Angeles.
- Champion de la Conférence Ouest en 2002 avec les Lakers de Los Angeles.

### Distinctions personnelles
- NBA Rookie of the Year (meilleur débutant) en 1989.
- NBA All-Rookie First Team en 1989.
- All-NBA Second Team (deuxième équipe type de la ligue) en 1994, 1995 et 1997.
- All-NBA Third Team (troisième équipe type de la ligue) en 1996 et 1998.
- 6 sélections consécutives au NBA All-Star Game de 1993 à 1998 (n’a pas participé à l’édition 1993 pour cause de blessure).
- NBA All-Star Game Most Valuable Player Award en 1995.
- Membre du Hall Of Fame de la NBA, introduit le 8 août 2014[1].
- Rookie du mois de la NBA lors des mois de décembre 1988, et janvier et mars 1989.

Statistiques en carrière : 21,0 points / 3,9 rebonds / 3,5 passes / 1,2 interception en 976 matches de saison régulière (+ 23 en playoffs).

## Statistiques
gras = ses meilleures performances

### Universitaires
Statistiques en université de Mitch Richmond
| Saison    | Équipe       | Matchs | Titul. | Min./m | % Tir | % 3pts | % LF | Rbds/m. | Pass/m. | Int/m. | Ctr/m. | Pts/m. |
| --------- | ------------ | ------ | ------ | ------ | ----- | ------ | ---- | ------- | ------- | ------ | ------ | ------ |
| 1986-1987 | Kansas State | 30     | 28     | 32,1   | 44,7  | 36,1   | 76,1 | 5,7     | 2,7     | 1,3    | 0,4    | 18,6   |
| 1987-1988 | Kansas State | 34     | 34     | 35,3   | 51,4  | 46,9   | 77,5 | 6,3     | 3,7     | 0,7    | 0,4    | 22,6   |
| Carrière  | Carrière     | 64     | 62     | 33,8   | 48,3  | 41,3   | 77,0 | 6,0     | 3,2     | 1,0    | 0,4    | 20,7   |

### Professionnelles

#### Saison régulière
Légende :
| Champion NBA | Recrue/rookie de la saison | Meilleur joueur de cette catégorie statistique de la saison |

gras = ses meilleures performances
Statistiques en saison régulière de Mitch Richmond
| Saison        | Équipe        | Matchs | Titul. | Min./m | % Tir | % 3pts | % LF | Rbds/m. | Pass/m. | Int/m. | Ctr/m. | Pts/m. |
| ------------- | ------------- | ------ | ------ | ------ | ----- | ------ | ---- | ------- | ------- | ------ | ------ | ------ |
| 1988-1989     | Golden State  | 79     | 79     | 34,4   | 46,8  | 36,7   | 81,0 | 5,9     | 4,2     | 1,0    | 0,2    | 22,0   |
| 1989-1990     | Golden State  | 78     | 78     | 35,9   | 49,7  | 35,8   | 86,6 | 4,6     | 2,9     | 1,3    | 0,3    | 22,1   |
| 1990-1991     | Golden State  | 77     | 77     | 39,3   | 49,4  | 34,8   | 84,7 | 5,9     | 3,1     | 1,6    | 0,4    | 23,9   |
| 1991-1992     | Sacramento    | 80     | 80     | 38,7   | 46,8  | 38,4   | 81,3 | 4,0     | 5,1     | 1,2    | 0,4    | 22,5   |
| 1992-1993     | Sacramento    | 45     | 45     | 38,4   | 47,4  | 36,9   | 84,5 | 3,4     | 4,9     | 1,2    | 0,2    | 21,9   |
| 1993-1994     | Sacramento    | 78     | 78     | 37,1   | 44,5  | 40,7   | 83,4 | 3,7     | 4,0     | 1,3    | 0,2    | 23,4   |
| 1994-1995     | Sacramento    | 82     | 82     | 38,7   | 44,6  | 36,8   | 84,3 | 4,4     | 3,8     | 1,1    | 0,4    | 22,8   |
| 1995-1996     | Sacramento    | 81     | 81     | 36,4   | 44,7  | 43,7   | 86,6 | 3,3     | 3,1     | 1,5    | 0,2    | 23,1   |
| 1996-1997     | Sacramento    | 81     | 81     | 38,6   | 45,4  | 42,8   | 86,1 | 3,9     | 4,2     | 1,5    | 0,3    | 25,9   |
| 1997-1998     | Sacramento    | 70     | 70     | 36,7   | 44,5  | 38,9   | 86,4 | 3,3     | 4,0     | 1,3    | 0,2    | 23,2   |
| 1998-1999*    | Washington    | 50     | 50     | 38,2   | 41,2  | 31,7   | 85,7 | 3,4     | 2,4     | 1,3    | 0,2    | 19,7   |
| 1999-2000     | Washington    | 74     | 69     | 32,4   | 42,6  | 38,3   | 87,6 | 2,9     | 2,5     | 1,5    | 0,2    | 17,4   |
| 2000-2001     | Washington    | 37     | 30     | 32,9   | 40,7  | 33,8   | 89,4 | 2,9     | 3,0     | 1,2    | 0,2    | 16,2   |
| 2001-2002     | L.A. Lakers   | 64     | 2      | 11,1   | 40,5  | 29,0   | 95,5 | 1,5     | 0,9     | 0,3    | 0,1    | 4,1    |
| Carrière      | Carrière      | 976    | 902    | 35,2   | 45,5  | 38,8   | 85,0 | 3,9     | 3,5     | 1,2    | 0,2    | 21,0   |
| All-Star Game | All-Star Game | 5      | 1      | 22,0   | 43,9  | 50,0   | 50,0 | 2,4     | 2,6     | 0,2    | 0,0    | 11,4   |

Note: La saison 1998-1999 a été réduite à 50 matchs en raison d'un lock-out.
Dernière modification le 19 avril 2022

#### Playoffs
Légende :
| Champion NBA |

Statistiques en playoffs de Mitch Richmond
| Saison   | Équipe       | Matchs | Titul. | Min./m | % Tir | % 3pts | % LF | Rbds/m. | Pass/m. | Int/m. | Ctr/m. | Pts/m. |
| -------- | ------------ | ------ | ------ | ------ | ----- | ------ | ---- | ------- | ------- | ------ | ------ | ------ |
| 1989     | Golden State | 8      | 8      | 39,3   | 45,9  | 18,8   | 89,5 | 7,3     | 4,4     | 1,8    | 0,1    | 20,1   |
| 1991     | Golden State | 9      | 9      | 41,0   | 50,3  | 33,3   | 95,8 | 5,2     | 2,4     | 0,6    | 0,7    | 22,3   |
| 1996     | Sacramento   | 4      | 4      | 36,5   | 44,4  | 34,8   | 80,0 | 4,3     | 3,0     | 0,8    | 0,0    | 21,0   |
| 2002     | L.A. Lakers  | 2      | 0      | 2,0    | 100,0 | —      | 50,0 | 0,5     | 0,0     | 0,0    | 0,0    | 1,5    |
| Carrière | Carrière     | 23     | 21     | 36,3   | 47,9  | 30,2   | 86,9 | 5,3     | 3,0     | 1,0    | 0,3    | 19,5   |

## Pour approfondir
- Liste des meilleurs marqueurs en NBA en carrière.